# Антифилософия
Антифилософията представлява опозиция срещу традиционната философия. Може да се определи като антитеоретична, критична към априорните аргументи. Често антифилософите виждат популярни философски проблеми като недоразумения, които следва да се избягват. Обичайните нагласи включват форми на релативизъм, скептицизъм, нихилизъм или плурализъм.
Обикновено думата има отрицателно значение, но понякога се използва и с неутрални или положителни конотации. В началото на 90-те години на XX век Ален Бадю провежда серия семинари с обща тема „Антифилософията“ и впоследствие употребява думата в множество публикации. В книгата си от 2012 г. Въведение в антифилософията Борис Гройс разглежда мислители като Киркегор, Шестов, Ницше и Уолтър Бенджамин, определяйки работата им като утвърждаваща живота и действието над теоретизирането.